# Zarrentin am Schaalsee

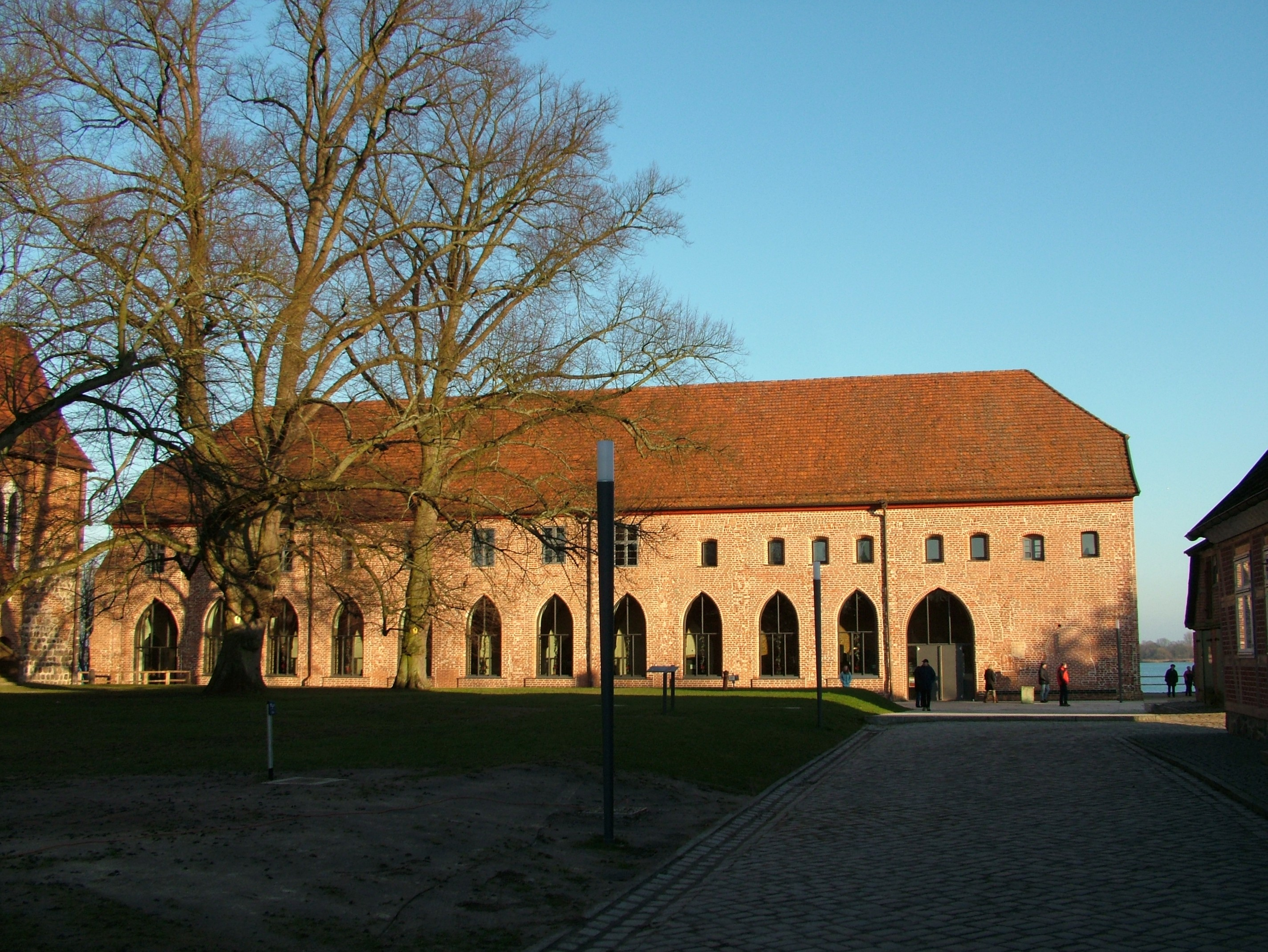
Toà nhà hành chính, bảo tàng ở Zarrentin.

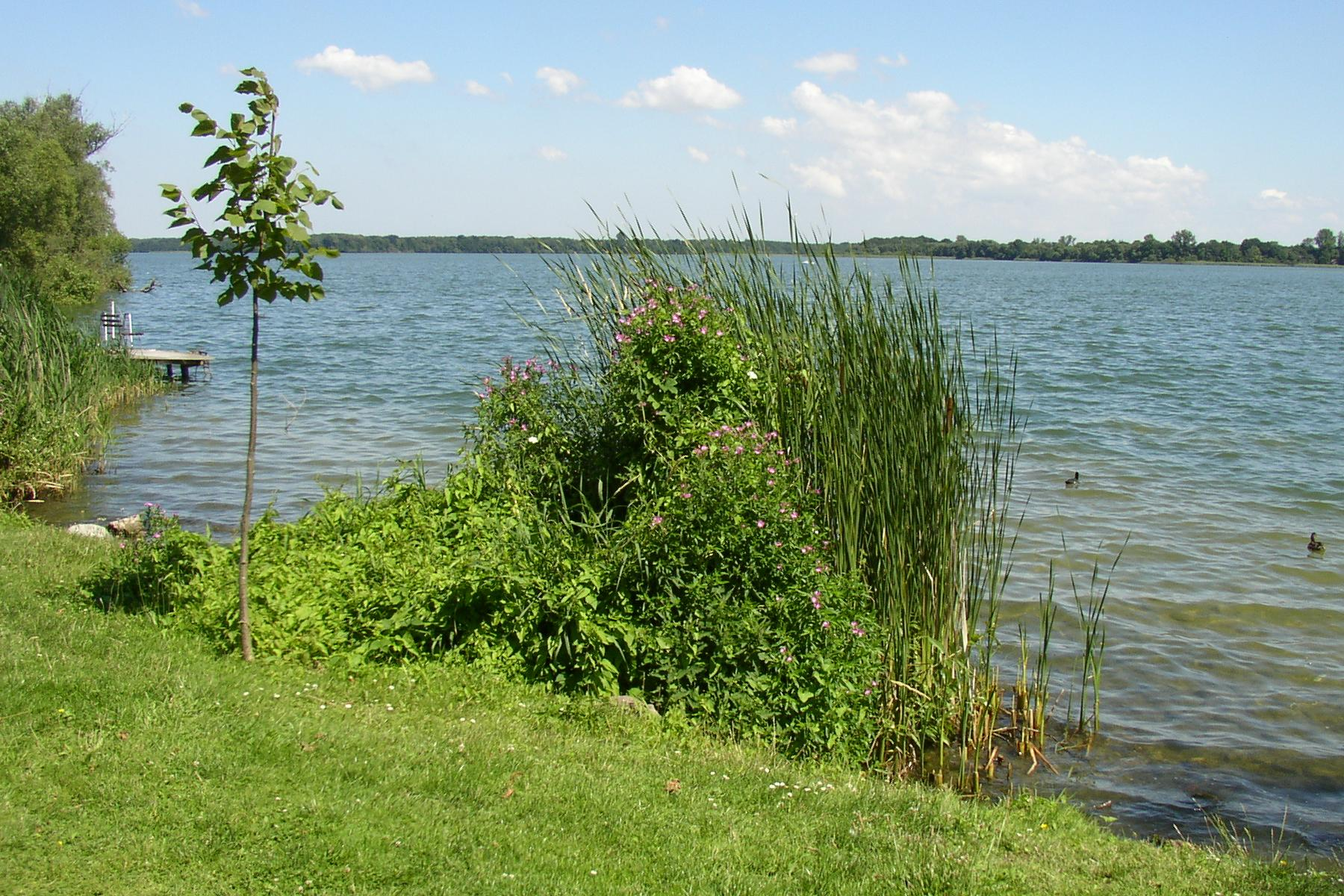
Schaalsee

Zarrentin am Schaalsee là một thị xã ở huyện Ludwigslust-Parchim, bang Mecklenburg-Western Pomerania, Đức. Thị xã nằm bên hồ Schaal, 19 km về phía đông nam của Ratzeburg, và 34 km về phía tây của Schwerin.

Boissow
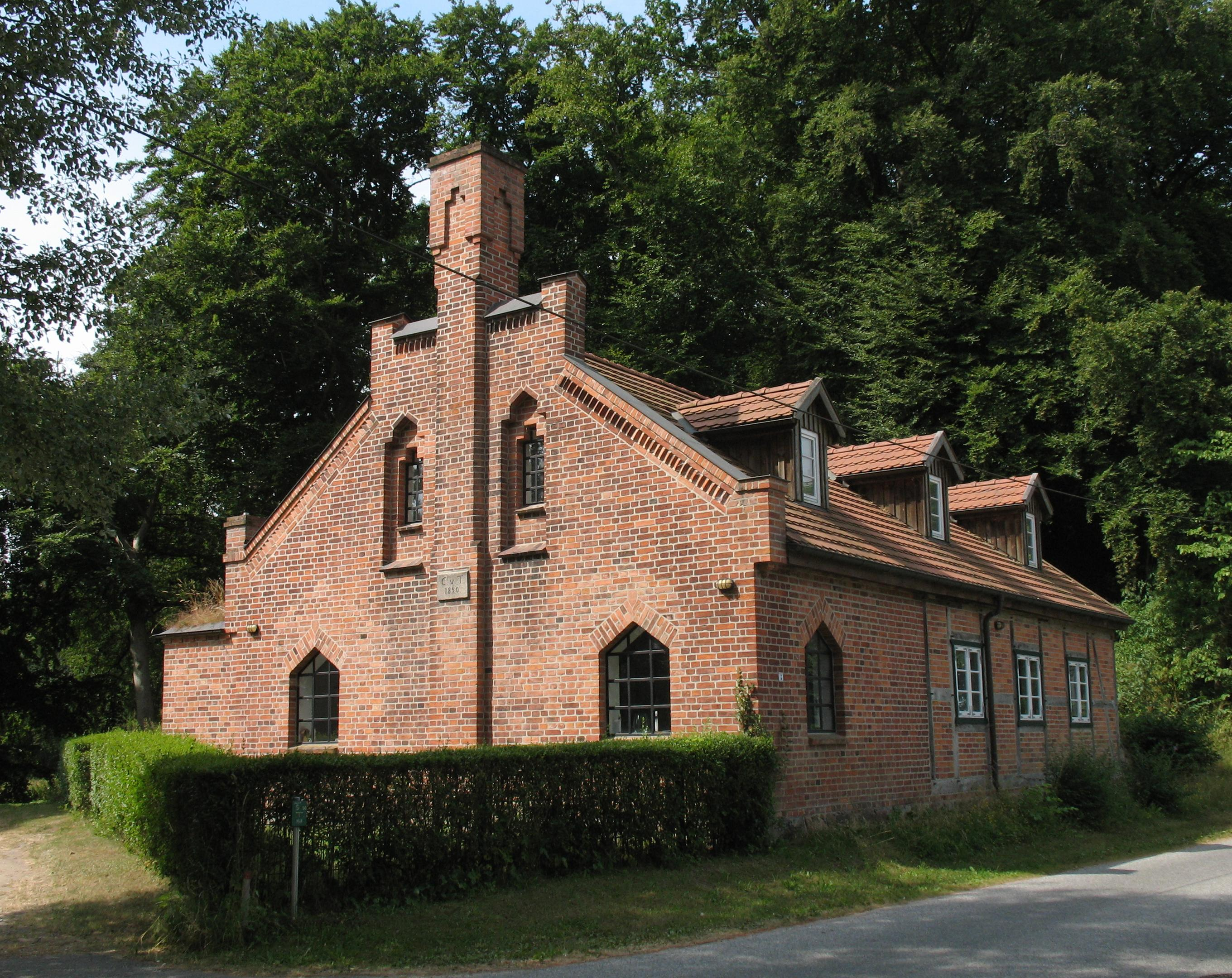
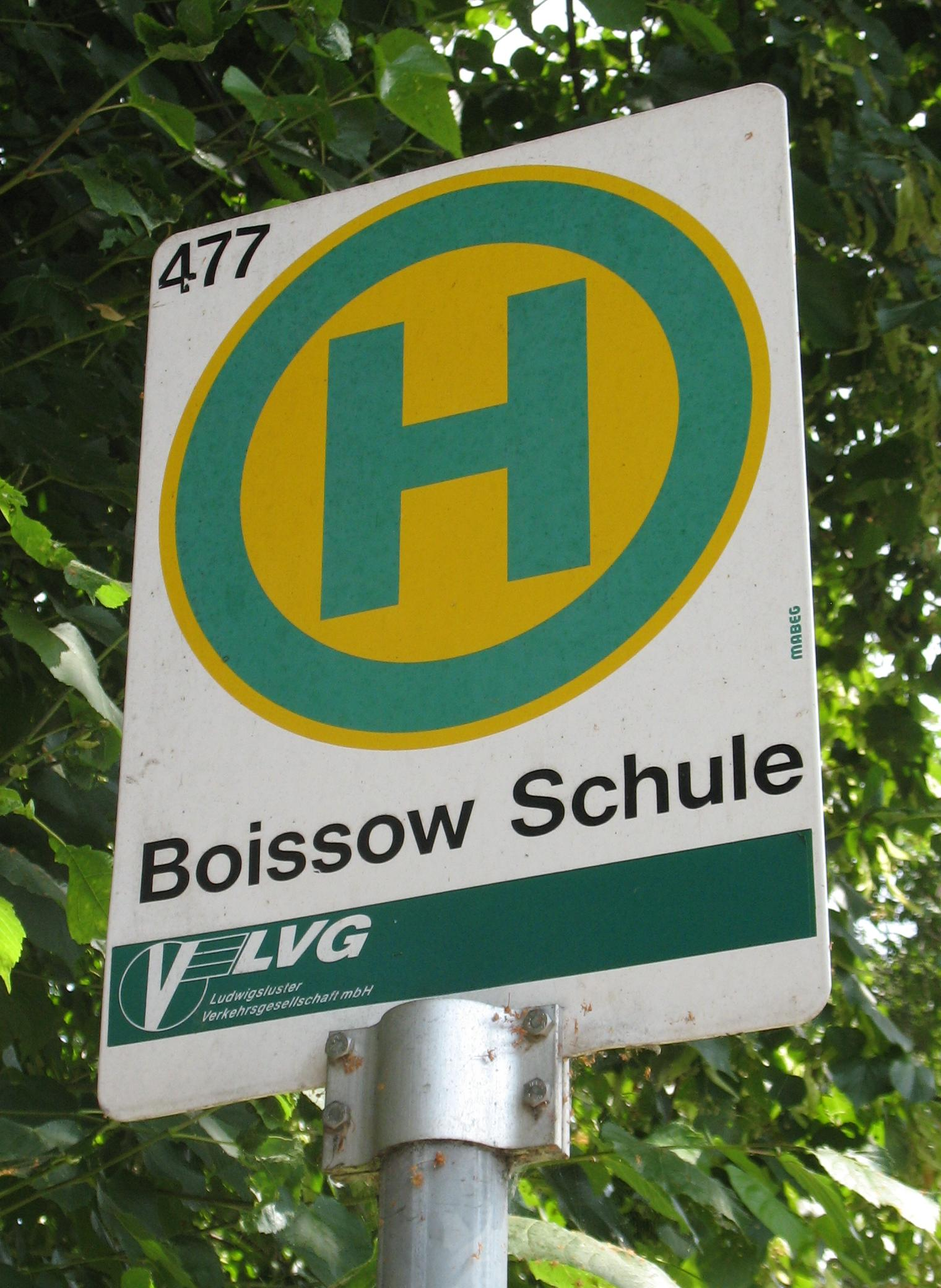
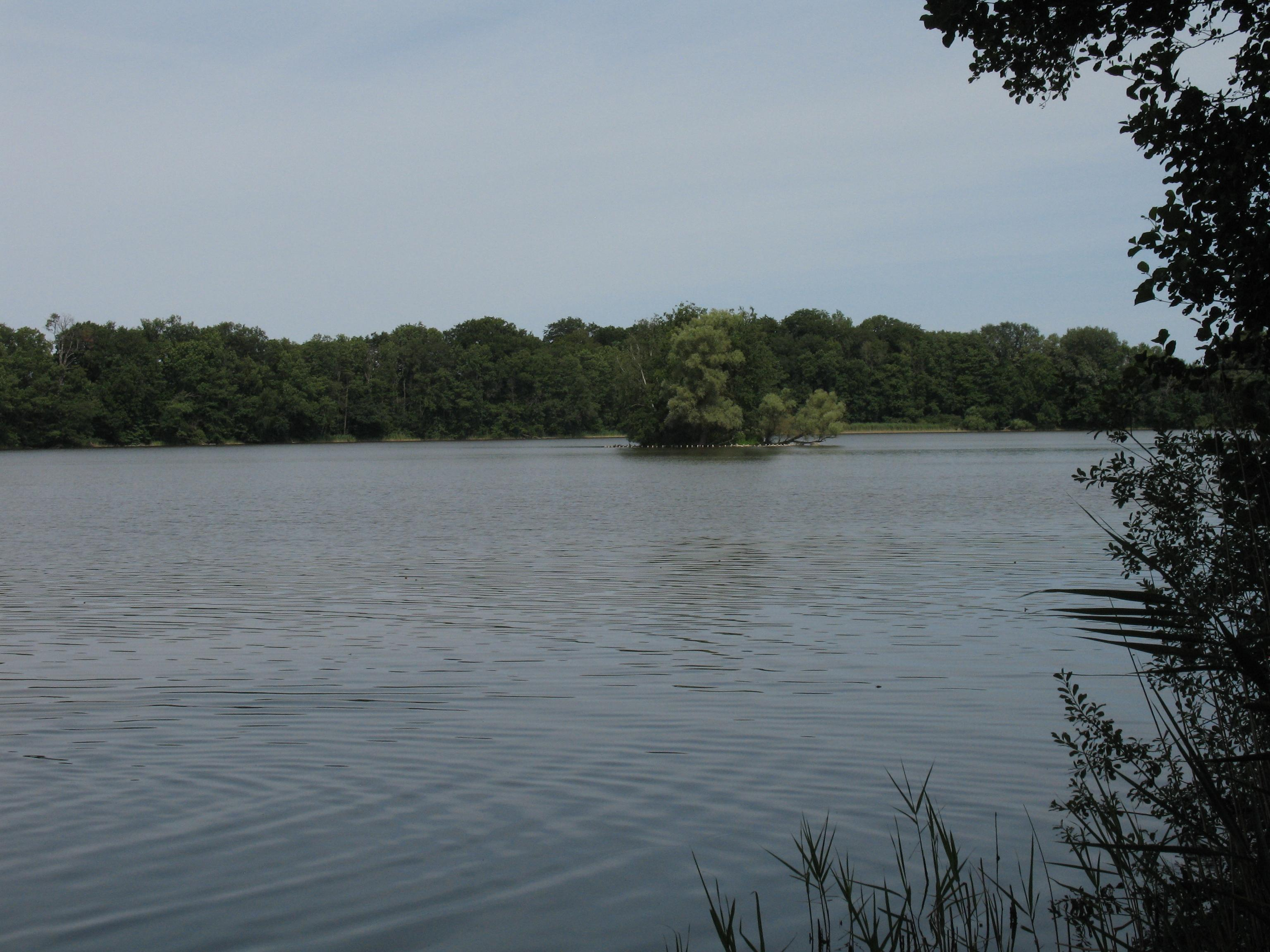
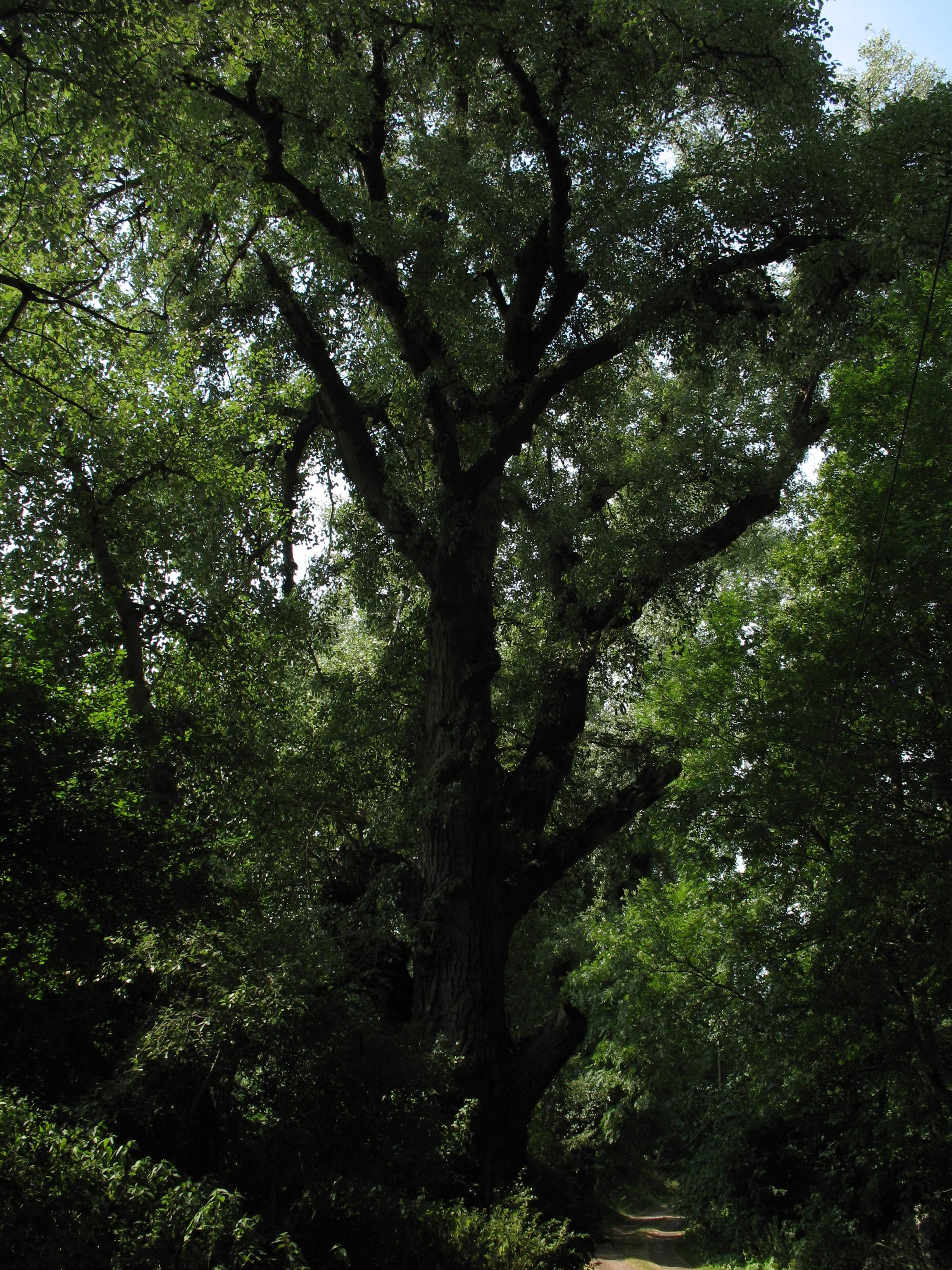